# Papierlauf
Als Papierlauf wird in der Drucktechnik der Weg der Papierbahn in Rotationsmaschinen, beziehungsweise der Transport der einzelnen Papierbögen (siehe Papiertransport in Bogendruckmaschinen) innerhalb der Druckmaschine vom Anlegestapel bis zur Ablage bezeichnet. Dazu dienen neben den Walzen des Druckwerks Saug- und Blasluft.
Beim sogenannten Einrichten der Druckmaschine zu Beginn eines Druckauftrags wird zuerst der Papierlauf eingestellt, dann beim Andruck die Farbführung und Registerhaltigkeit. Für ein gutes Druckergebnis im Farbdruck darf der Papierlauf im gesamten Druckwerk nur um kleine Bruchteile eines Millimeters schwanken. Dieses wird mit der Passer-Genauigkeit und mit dem Raster bestimmt: Ziel ist, dass möglichst präzise Farbnapf-Tropfen auf Farbnapf-Tropfen fällt, auch wenn der Papierlauf von einer Farbe zur nächsten, von Druckwerk zu Druckwerk einen Weg von mehr als zehn Meter hat, zum Beispiel im Rotations-Tiefdruck für die Wochenzeitschriften mit Millionenauflage wie Stern oder Der Spiegel.
Diese Passgenauigkeit wird beim Mehrfarbdruck am Rand mit Test-Streifen überprüft sowie mittels elektronischer Mess- und Regeleinrichtungen (per Sensoren und Registerregler) überwacht, die jedoch nur kleine Schwankungen regelnd ausgleichen können, jedoch keine generellen Fehler im Papierlauf. Die Passer-Genauigkeit bei vorgegebenem Raster über teils bis zu sieben Farb-Druckwerke ist letztlich ein Gesamt-Maß für die Qualität des Druckbetriebs, einschließlich des genauen Papierlaufs.
Je breiter die Druckwerke werden und je schneller sie laufen, umso wichtiger ist ein guter Papierlauf. Dieser wird auch über die Gleichmäßigkeit der Faserverläufe in der Papierherstellung entscheidend mitbeeinflusst. Heutige Tiefdruck-Rotationen erreichen Druckbreiten von 2,80 m und Laufgeschwindigkeiten von 60.000 Zylinder-Umdrehungen in der Stunde. Da kann ein schlechter Papierlauf zu großen Mengen von Makulatur führen: Druck-Ergebnisse, die im Endprodukt nicht verwendet werden dürfen, also Ausschuss darstellen.